# روبرت گادوخا
روبرت گادوخا (لهستانی: Robert Gadocha؛ زادهٔ ۱۰ ژانویهٔ ۱۹۴۶) بازیکن فوتبال اهل لهستان بود.
از باشگاه‌هایی که در آن بازی کرده‌است می‌توان به باشگاه فوتبال نانت و باشگاه فوتبال لگیا ورشو اشاره کرد.
وی به‌همراه تیم ملی فوتبال لهستان به مقام قهرمانی بازی‌های المپیک تابستانی ۱۹۷۲ دست پیدا کرده‌است.